# Libische grootoorvleermuis
De Libische grootoorvleermuis (Plecotus gaisleri) is een vleermuis uit het geslacht van de grootoorvleermuizen (Plecotus) die voorkomt in Cyrenaica (Libië) en de Maghreb. Dit dier is genoemd naar professor Jiří Gaisler, die veel heeft bijgedragen aan de kennis van de Noord-Afrikaanse vleermuisfauna. P. gaisleri is een middelgrote, bruine vleermuis.
De typelocatie ligt in Cyrenaica. De beschrijvers rekenen ook de grootoorvleermuizenpopulatie van Marokko, Algerije, Tunesië en Tripolitania tot P. gaisleri, maar die populaties zijn waarschijnlijk een aparte ondersoort. Deze soort werd oorspronkelijk beschreven als een ondersoort van de Canarische grootoorvleermuis (P. teneriffae), maar later als een ondersoort tot Plecotus kolombatovici gerekend.